# أنطونيو بيتمان
أنطونيو بيتمان (بالإنجليزية: Antonio Pittman)‏ هو لاعب كرة قدم أمريكية أمريكي، ولد في 19 ديسمبر 1985 في آكرون في الولايات المتحدة.

## وصلات خارجية
- أنطونيو بيتمان على موقع مرجع كرة القدم المحترفة.كوم (الإنجليزية)